# Grasbrunn
Grasbrunn là một đô thị thuộc huyện Munich bang Bayern nước Đức.